# Земля Постникова
Земля́ По́стникова — остановочный пункт Пермского региона Свердловской железной дороги на межстанционном перегоне Чусовская — Ермак железнодорожной ветки Чусовская — Гороблагодатская электрифицированной магистральной линии Пермь II — Нижний Тагил — Екатеринбург. Остановочный пункт расположен в границах города Чусового Пермского края, возле Парка истории реки Чусовой.

## Географическое положение
Земля Постникова расположена в границах города краевого значения Чусового, хотя фактически отделена от него лесистыми горами.
Остановочный пункт и находится рядом с этнографическим парком-музеем под открытым небом «Парк истории реки Чусовой». Со стороны платформы у нечётного пути можно выйти к Церкви Георгия Победоносца и небольшому ставку, расположенному перед ней. От данного места парк тянется ещё далеко на север, а южнее церкви расположена лишь казачья застава.
Железнодорожное полотно в данной местности проходит с севера на юг по межгорной долине реки Архиповки — правого притока Чусовой. Сначала горная речка течёт в лесистой местности к востоку от железной дороги, затем к западу, по этнопарку. При пересечении железной дороги Архиповка уходит в старинную каменную арку 1911 года.

## Название
В 2022 году остановочный пункт дважды сменил своё название. Ранее он назывался 136 км по километражу от станции Пермь I. В рамках кампании по присвоению названий безымянным раздельным и остановочным пунктам Свердловской железной дороги, которая проводилась ещё с 2020 года, остановочный пункт 136 км в начале 2022 года был переименован в Этнопарк в честь расположенного рядом этнографического парка-музея «Парк истории реки Чусовой». С 1 августа 2022 года приказом № 38 за подписью Генерального директора  председателя правления ОАО «РЖД» О. В. Белозёрова остановочный пункт вновь сменил наименование на Землю Постникова в честь Леонарда Дмитриевича Постникова — основателя этнографического парка.
Также ранее был переименован соседний железнодорожный разъезд 139 км, который в настоящее время носит название Ермак.

## Пригородные перевозки
Через Землю Постникова курсируют две пары пригородных электропоездов: Чусовская — Нижний Тагил / Нижний Тагил — Чусовская и Чусовская — Европейская / Европейская — Чусовская. Проходящие через остановочный пункт поезда дальнего следования здесь не останавливаются. На остановочном пункте Земля Постникова две боковые пассажирские платформы: на чусовском направлении длиной приблизительно 20—25 м, на тагильском — 55—60 м.

### Электронные ресурсы
1. 1 2 3  Остановочный пункт 136 км. Фотолинии — Railwayz.info. Дата обращения: 21 октября 2022. Архивировано 21 октября 2022 года.
2. 1 2 3 4 5  Данные получены при помощи картографического сервиса Яндекс Карты.
3. ↑  Ещё 28 «безымянных» остановочных пунктов Свердловской магистрали получили новые названия. justmedia.ru. Дата обращения: 21 октября 2022. Архивировано 20 октября 2022 года.
4. ↑  Земля Постникова — Парк истории реки Чусовой. etnopark.com. Дата обращения: 21 октября 2022. Архивировано 21 октября 2022 года.
5. ↑  Новые названия получили 15 остановочных пунктов СвЖД. eburg.mk.ru. Дата обращения: 21 октября 2022. Архивировано 21 октября 2022 года.